# Isodon coetsa
Isodon coetsa là một loài thực vật có hoa trong họ Hoa môi. Loài này được (Buch.-Ham. ex D.Don) Kudô mô tả khoa học đầu tiên năm 1929.